# Gerry Hitchens
Gerald Archibald Hitchens, detto Gerry (Rawnsley, 8 ottobre 1934 – Hope, 13 aprile 1983), è stato un calciatore inglese, che ha a lungo militato in Italia nel corso degli anni sessanta.

## Carriera

### Club
Detto "Pel di carota" per il colore dei  suoi capelli, è uno dei primi giocatori britannici, insieme allo scozzese Denis Law, Joe Baker e Jimmy Greaves, a giocare in Italia. Centravanti generoso e dalle indiscusse doti atletiche, in patria gioca con il  Kidderminster, il Cardiff City, prima di trasferirsi nell'Aston Villa, dove si pone all'attenzione generale. 

Hitchens nel 1961 a Milano, fra Law e Charles, nella Nazionale di Lega.

Sir Walter Winterbotton lo fa debuttare in nazionale nel 1961 in Inghilterra-Messico, finita 8-0 (Hitchens va a segno dopo due minuti). Due settimane dopo si ripete segnando due goal a Roma contro l'Italia, il secondo dei quali con la complicità di un clamoroso errore del portiere azzurro Vavassori.

Gerry Hitchens all'Inter.

Quelle due reti lo pongono all'attenzione delle squadre italiane. È l'Inter a spuntarla. In nerazzurro gioca due stagioni, segnando complessivamente 20 gol. Nel novembre 1962 si trasferisce al Torino (l'Inter lo scambia con Beniamino Di Giacomo) dove rimane fino al 1965, mettendo a segno complessivamente 37 reti in 113 partite. In seguito gioca nell'Atalanta dove segna 12 reti e nel Cagliari 4 reti, prima di far ritorno in patria.
Con i cagliaritani Hitchens, a cui risulta aggregato, ha anche una esperienza nel campionato nordamericano organizzato dalla United Soccer Association e riconosciuto dalla FIFA, in cui i sardi giocarono nelle vesti del Chicago Mustangs, con cui ottenne il terzo posto nella Western Division, non qualificandosi per la finale. A seguito delle prestazioni in America, il club sardo decise di ingaggiarlo.
Con 239 partite disputate e 73 reti è tuttora il calciatore inglese che ha totalizzato più presenze e reti in serie A.

### Nazionale
Conta 7 presenze e 5 reti nella nazionale inglese, con la quale gioca il mondiale del 1962 in Cile, segnando la rete del provvisorio pareggio nel quarto di finale perso col Brasile, per essere poi escluso all'avvento in panchina di Alf Ramsey che sceglie di non convocare giocatori militanti all'estero.

## Morte
Muore nel 1983 ad Hope, in Galles, stroncato da un infarto durante una partita di beneficenza.

## Statistiche

### Cronologia presenze e reti in nazionale
| Cronologia completa delle presenze e delle reti in nazionale ― Inghilterra | Cronologia completa delle presenze e delle reti in nazionale ― Inghilterra | Cronologia completa delle presenze e delle reti in nazionale ― Inghilterra | Cronologia completa delle presenze e delle reti in nazionale ― Inghilterra | Cronologia completa delle presenze e delle reti in nazionale ― Inghilterra | Cronologia completa delle presenze e delle reti in nazionale ― Inghilterra | Cronologia completa delle presenze e delle reti in nazionale ― Inghilterra | Cronologia completa delle presenze e delle reti in nazionale ― Inghilterra |
| Data                                                                       | Città                                                                      | In casa                                                                    | Risultato                                                                  | Ospiti                                                                     | Competizione                                                               | Reti                                                                       | Note                                                                       |
| -------------------------------------------------------------------------- | -------------------------------------------------------------------------- | -------------------------------------------------------------------------- | -------------------------------------------------------------------------- | -------------------------------------------------------------------------- | -------------------------------------------------------------------------- | -------------------------------------------------------------------------- | -------------------------------------------------------------------------- |
| 10-5-1961                                                                  | Londra                                                                     | Inghilterra                                                                | 8 – 0                                                                      | Messico                                                                    | Amichevole                                                                 | 1                                                                          |                                                                            |
| 24-5-1961                                                                  | Roma                                                                       | Italia                                                                     | 2 – 3                                                                      | Inghilterra                                                                | Amichevole                                                                 | 2                                                                          |                                                                            |
| 27-5-1961                                                                  | Vienna                                                                     | Austria                                                                    | 3 – 1                                                                      | Inghilterra                                                                | Amichevole                                                                 | -                                                                          |                                                                            |
| 9-5-1962                                                                   | Londra                                                                     | Inghilterra                                                                | 3 – 1                                                                      | Svizzera                                                                   | Amichevole                                                                 | 1                                                                          |                                                                            |
| 20-5-1962                                                                  | Lima                                                                       | Perù                                                                       | 0 – 4                                                                      | Inghilterra                                                                | Amichevole                                                                 | -                                                                          |                                                                            |
| 31-5-1962                                                                  | Rancagua                                                                   | Ungheria                                                                   | 2 – 1                                                                      | Inghilterra                                                                | Mondiali 1962 - 1º turno                                                   | -                                                                          |                                                                            |
| 10-6-1962                                                                  | Viña del Mar                                                               | Brasile                                                                    | 3 – 1                                                                      | Inghilterra                                                                | Mondiali 1962 - Quarti di finale                                           | 1                                                                          |                                                                            |
| Totale                                                                     |                                                                            | Presenze                                                                   | 7                                                                          |                                                                            | Reti                                                                       | 5                                                                          |                                                                            |

## Palmarès

### Club

#### Competizioni nazionali
- Coppa del Galles: 1

Cardiff City: 1955-1956
- Coppa di Lega inglese: 1

Aston Villa: 1960-1961
- Campionato inglese di seconda divisione: 1

Aston Villa: 1959-1960